# Luther Burden
Luther D. «Ticky» Burden (Haines City, Florida, 28 de febrero de 1953-Winston-Salem, Carolina del Norte, 29 de octubre de 2015) fue un baloncestista estadounidense que jugó durante una temporada en la ABA y dos más en la NBA. Con 1,88 metros de estatura, lo hacía en la posición de escolta.

## Trayectoria deportiva

### Universidad
Jugó durante tres temporadas con los Utes de la Universidad de Utah, en las que promedió 22,4 puntos y 4,2 rebotes por partido. En el total de su carrera anotó 1.790 puntos, la quinta mejor marca de la historia de los Utes, anotando más del 50% de sus lanzamientos a canasta. Tiene el récord de la Western Athletic Conference de más tiros de campo anotados, con 359. En 1975 fue incluido en el primer equipo All-American de Associated Press.

### Selección nacional
En 1974 participó en los Mundiales de Baloncesto celebrados en Puerto Rico con la selección de Estados Unidos, donde consiguieron la medalla de bronce. Burden todavía conserva el récord de mejor anotación en unos mundiales de un jugador de su selección, con 20,2 puntos de promedio en los 9 partidos que disputó. Fue incluido en el mejor quinteto del mundial.

### Profesional
Fue elegido en la vigésimo sexta posición del Draft de la NBA de 1975 por New York Knicks, y también por Virginia Squires en la cuarta ronda del draft de la ABA, fichando por estos últimos. En su primera temporada como profesional fue titular indiscutible, siendo el máximo anotador de su equipo con 19,9 puntos por partido, el décimo de todo el campeonato, e incluido en el mejor quinteto de rookies de la ABA.
Tras la desaparición de la ABA, fichó por los New York Knicks, el equipo que tenía sus derechos en la NBA. Pero en los Knicks se encontró con mucha competencia en el puesto, siendo suplente de Earl Monroe y de Walt Frazier. En su primera temporada en la nueva liga pasó a promediar 5,7 puntos y 1,0 asistencias por partido. siguió una temporada más en el equipo, pero solo llegó a disputar dos partidos más, antes de que las lesiones le hicieran dejar el baloncesto.

## Estadísticas de su carrera en la NBA

### Temporada regular
| Temporada | Edad | Equipo   | Liga  | P   | TIT | MIN  | TC  | TCA  | %TC  | 3P  | 3PA | %3P  | TL  | TLA | %TL  | R.OF. | R.DEF. | REB | ASIS | ROB | TAP | PER | FP  | PTS  |
| 1975-76   | 22   | Virginia | ABA   | 71  |     | 30.7 | 7.9 | 17.6 | .450 | 0.1 | 0.5 | .222 | 4.0 | 5.2 | .767 | 1.5   | 1.3    | 2.8 | 1.8  | 1.5 | 0.1 | 2.5 | 2.6 | 19.9 |
| 1976-77   | 23   | New York | NBA   | 61  |     | 10.0 | 2.4 | 5.8  | .420 |     |     |      | 0.8 | 1.4 | .600 | 0.4   | 0.7    | 1.1 | 1.0  | 0.8 | 0.0 |     | 1.4 | 5.7  |
| 1977-78   | 24   | New York | NBA   | 2   |     | 7.5  | 0.5 | 1.0  | .500 |     |     |      | 0.0 | 0.0 |      | 0.0   | 0.0    | 0.0 | 0.5  | 0.5 | 0.0 | 0.0 | 0.5 | 1.0  |
| Total     |      |          | TOTAL | 134 |     | 20.9 | 5.3 | 11.9 | .443 | 0.1 | 0.5 | .222 | 2.5 | 3.4 | .736 | 1.0   | 1.0    | 2.0 | 1.4  | 1.1 | 0.1 | 2.5 | 2.1 | 13.1 |
|           |      |          | ABA   | 71  |     | 30.7 | 7.9 | 17.6 | .450 | 0.1 | 0.5 | .222 | 4.0 | 5.2 | .767 | 1.5   | 1.3    | 2.8 | 1.8  | 1.5 | 0.1 | 2.5 | 2.6 | 19.9 |
|           |      |          | NBA   | 63  |     | 9.9  | 2.4 | 5.6  | .421 |     |     |      | 0.8 | 1.3 | .600 | 0.4   | 0.6    | 1.0 | 1.0  | 0.8 | 0.0 | 0.0 | 1.4 | 5.5  |

## Vida personal
El 3 de julio de 1980, Burden y otros tres hombres fueron acusados de robar un banco en Hempstead, Long Island. Fue delatado por sus tres compañeros, y condenado a una pena entre 6 y 18 años de cárcel. Tras dos años en prisión, un juzgado decidió que no había pruebas suficientes para implicarle en el robo, por lo que quedó en libertad. Vivió en Winston-Salem, trabajando en un grupo de gestión financiera, y siguió relacionado con el baloncesto entrenando equipos escolares.